# Chiesa di San Lorenzo a Gabbiano
La chiesa di San Lorenzo a Gabbiano si trova nel comune di Scarperia e San Piero e dista circa tre chilometri dalla località Coldaia. La sua fondazione (1300) è attribuita alla famiglia Ubaldini da Cignano. Nel 1200 essa appartenne ai frati Vallombrosani e fu adibita ad ospizio; nel 1632 un frate vallombrosano vi costruì le sepolture dei priori e ricostruì l'altare maggiore in pietra.
In questa chiesa si trovava un dipinto di Jacopo Vignali, Madonna col Bambino e Santi. Ora la grande e bellissima tela restaurata è esposta alla Raccolta di Arte Sacra di Sant'Agata Mugello. (orario apertura:domeniche e festivi 15-18 con ora solare, 16-19 con ora legale) Nei pressi della chiesa c'è un Villino chiamato "La Quiete", come la ben più famosa villa La Quiete che si trova nei pressi di Firenze. La chiesa è chiusa al pubblico ed in stato di decadenza